# Eduardo André Muaca
Eduardo André Muaca (Lucula, Àfrica Occidental Portuguesa, 9 d'octubre de 1924 - † 26 de gener de 2002) era un religiós d'Angola arquebisbe emèrit de Luanda de 1985 fins a la seva mort.

## Biografia
Fou ordenat sacerdot el 18 de gener de 1953. El 4 de març de 1970 el papa Pau VI el va nomenar bisbe auxiliar de Luanda i bisbe titular d'Isola i el 31 de maig de 1970 fou consagrat bisbe per l'aleshores arquebisbe de Luanda, Manuel Nunes Gabriel. Fou el primer bisbe africà consagrat a Angola, amb importants lligams amb l'Església Metodista.
El 25 de setembre de 1973 fou nomenat bisbe de Malanje, càrrec que deixà en 10 d'agost de 1975 quan fou nomenat bisbe titular de Tagarbala i arquebisbe de Luanda. De 1975 a 1982 fou president de la Conferència Episcopal d'Angola i São Tomé.
El Papa Joan Pau II va acceptar la renúncia d'Eduardo André Muaca el 31 d'agost de 1985. Fou aleshores arquebisbe emèrit d'Angola fins al a seva mort el 2002.